# 장소라
장소라(1980년 11월 21일 ~ )은 대한민국의 가수이다.
- 명지전문대 연극영상학과 졸업하였고, 데뷔 전에는 MBC 합창단 소속이었다.[1]
- 2005년 첫 데뷔 하여 8년만에 마지막 데뷔 하여 2013년 활동을 마무리 짓고 막을 내리고 이제 더 이상 활동하지 않는다.

## 학력
- 명지대학교 연극영상학과 졸업

## 경력
- 청주방송 전국 TOP 10 가요쇼 VJ
- MBC 합창단

## 데뷔
- 2005년 1집 앨범 "바보같은 사랑"

## 음반
- 2013년 《갑》
- 2009년 《랄랄라》
- 2007년 《사랑합니다》
- 2006년 《참 좋아》
- 2005년 《바보같은 사랑》

## 주요 출연작
- KBS2 《스타 골든벨》
- KBS1 《가요무대》, 《전국노래자랑》, 《가족오락관》
- SBS 《도전 1000곡》

### 텔레비전 프로그램
- 모닝데이트(경인방송)
- 신비한 TV 서프라이즈(MBC)[2]
- 부부클리닉 사랑과 전쟁 (KBS2)[3]
- 솔로몬의 선택 (SBS)[4]
- SBS <도전1000곡> 30회 우승.(2008.11.09)